# Serbska Liga Koszykówki Kobiet
Serbska Liga Koszykówki Kobiet (serb. Прва женска лига Србије, Prva ženska liga Srbije) – najwyższa klasa żeńskiej koszykówki w Serbii, liga powstała w 2006, po rozpadzie Serbii i Czarnogóra.
Zespoły serbskiej ligi występują także w Lidze Adriatyckiej, równolegle do rozgrywek krajowych.
Pierwsza część rozgrywek obejmuje sezon zasadniczy, druga część play-off. Do play-off przystępuje osiem drużyn z najlepszym bilansem w sezonie regularnym. Rozgrywki posezonowe zaczynają się od ćwierćfinałów, gdzie do kolejnej fazy przechodzi drużyna, która jako pierwsza uzyskała dwa zwycięstwa. W tej serii można rozegrać maksymalnie trzy spotkania. Ten sam system obowiązuje także w rozgrywkach półfinałowych. W serii finałowej rywalizacja toczy się do trzech zwycięstw, czyli maksymalnie pięciu spotkań.

## Zespoły w sezonie 2018/2019
| Zespół         | Miasta   | Hala                       | Pojemność |
| -------------- | -------- | -------------------------- | --------- |
| 021            | Nowy Sad | Petrovaradin Hall          | 900       |
| Bor            | Bor      | Bor Sports Center          | 3000      |
| Crvena zvezda  | Belgrad  | Železnik Hall              | 3000      |
| Kraljevo       | Kraljevo | Kraljevo Sports Hall       | 3350      |
| Loznica        | Loznica  | Lagator Hall               | 2236      |
| Novosadska ŽKA | Nowy Sad | SPC Vojvodina              | 6987      |
| Partizan 1953  | Belgrad  | Vizura Sports Center       | 1500      |
| Radivoj Korać  | Belgrad  | Vizura Sports Center       | 1500      |
| Spartak        | Subotica | Dudova Šuma Sports Center  | 2500      |
| Student Niš    | Nisz     | Dušan Radović School Hall  | 1000      |
| Vrbas Medela   | Vrbas    | CFK Drago Jovović          | 2500      |
| Šabac          | Šabac    | Hala szkoły średniej Šabac | 500       |

|  | Oznacza zespół uczestniczący w rozgrywkach Ligi Adriatyckiej |

## Finały
| Sezon   | Mistrzynie    | Wynik | Wicemistrzynie | MVP               | Trener mistrzyń  |
| ------- | ------------- | ----- | -------------- | ----------------- | ---------------- |
| 2006–07 | Hemofarm      | 3–0   | Crvena zvezda  |                   | Jovica Antonić   |
| 2007–08 | Hemofarm      | 3–0   | Crvena zvezda  | Biljana Stanković | Marina Maljković |
| 2008–09 | Hemofarm      | 3–0   | Partizan       | Tamara Radočaj    | Marina Maljković |
| 2009–10 | Partizan      | 2–0   | Hemofarm       | Dajana Butulija   | Marina Maljković |
| 2010–11 | Partizan      | 3–0   | Hemofarm       | Dajana Butulija   | Marina Maljković |
| 2011–12 | Partizan      | 3–0   | Hemofarm       | Aleksandra Katić  | Marina Maljković |
| 2012–13 | Partizan      | 3–0   | Radivoj Korać  | Tamara Radočaj    | Marina Maljković |
| 2013–14 | Radivoj Korać | 3–1   | Crvena zvezda  | Adrijana Knežević | Miloš Pavlović   |
| 2014–15 | Radivoj Korać | 3–1   | Vojvodina      | Jelena Vučetić    | Miloš Pavlović   |
| 2015–16 | Radivoj Korać | 3–0   | Crvena zvezda  | Sanja Mandić      | Miloš Pavlović   |
| 2016–17 | Crvena zvezda | 3–1   | Radivoj Korać  | Teodora Turudić   | Dragan Vuković   |
| 2017–18 | Crvena zvezda | 3–1   | Partizan 1953  | Jovana Rad        | Dragan Vuković   |
| 2018–19 | Crvena zvezda | 3–0   | 021            | Mina Dziordziewić | Dragan Vuković   |

## Bilans mistrzowski
- Tabela uwzględnia też wyniki zespołów, kiedy występowały jeszcze w ligach: Socjalistycznej Federacyjnej Republiki Jugosławii, Federalnej Republiki Jugosławii, Serbii i Czarnogóry i Serbii.

| Zespół             | Mistrzostwo | Wicemistrzostwo | Zwycięskie lata | Wicemistrzowskie lata                                                                                            |
| ------------------ | ----------- | --------------- | --- | --- |
| Crvena zvezda      | 31          | 19              | 1946, 1947, 1948, 1949, 1950, 1951, 1952, 1953, 1954, 1955, 1956, 1957, 1958, 1959, 1960, 1963, 1973, 1976, 1977, 1978, 1979, 1980, 1981, 1989, 1992, 1993, 1996, 2004, 2017, 2018, 2019 | 1961, 1962, 1964, 1965, 1968, 1969, 1970, 1971, 1975, 1987, 1991, 1994, 1995, 2001, 2003, 2007, 2008, 2014, 2016 |
| Hemofarm           | 9           | 6               | 1998, 1999, 2000, 2001, 2005, 2006, 2007, 2008, 2009 | 1996, 1997, 2002, 2010, 2011, 2012                                                                               |
| Partizan           | 7           | 2               | 1984, 1985, 1986, 2010, 2011, 2012, 2013 | 2009, 2018 |
| Radnički Beograd   | 6           | 6               | 1961, 1962, 1964, 1965, 1966, 1968 | 1946, 1956, 1958, 1959, 1960, 1967                                                                               |
| Radivoj Korać      | 3           | 2               | 2014, 2015, 2016 | 2013, 2017 |
| Vojvodina          | 2           | 6               | 1969, 1970 | 1972, 1992, 2004, 2005, 2006, 2015                                                                               |
| Voždovac           | 2           | 3               | 1972, 1975 | 1974, 1982, 1983                                                                                                 |
| Bečej              | 2           | –               | 1994, 1995 | – |
| Dinamo Pančevo     | 1           | –               | 1997 | – |
| Proleter Zrenjanin | –           | 3               | – | 1948, 1949, 1951                                                                                                 |
| Student Nisz       | –           | 1               | – | 1993 |
| Spartak Subotica   | –           | 1               | – | 1999 |
| Beopetrol          | –           | 1               | – | 2000 |